# Kangaslampi (sjö i Kiuruvesi, Norra Savolax)
Kangaslampi är en sjö i kommunen Kiuruvesi i landskapet Norra Savolax i Finland. Den är 4,7 meter djup. Arean är 43 hektar och strandlinjen är 3,02 kilometer lång. Sjön  ingår i Vuoksens huvudavrinningsområde.   Den ligger omkring 95 kilometer nordväst om Kuopio och omkring 380 kilometer norr om Helsingfors. 